# Secondo viaggio di Jacques Cartier
Il secondo viaggio di Jacques Cartier è avvenuto tra maggio 1535 e 1536 per conto del Re di Francia Francesco I, con l'obiettivo di esplorare le terre del nord America precedentemente già visitate durante il suo primo viaggio, alla ricerca di presunto oro e ricchezze ivi presenti.

## Il viaggio
Jacques Cartier salpò per un secondo viaggio il 19 maggio dell'anno successivo con tre navi, 110 uomini e i suoi due prigionieri irochesi. Raggiunto il Golfo di San Lorenzo, risalì per la prima volta il fiume e raggiunse la capitale irochese di Stadacona, dove regnava il capo Donnacona.
Cartier lasciò le sue navi principali in un porto vicino a Stadacona e usò la sua nave più piccola per proseguire verso Hochelaga (oggi Montreal), arrivando il 2 ottobre 1535. Hochelaga era molto più impressionante del piccolo e squallido villaggio di Stadacona, e una folla di oltre un migliaio di persone è venuta al bordo del fiume per salutare i francesi. Il luogo del loro arrivo è stato identificato con sicurezza come l'inizio del fiume San Lorenzo, dove ora sorge il ponte che porta il suo nome. La spedizione non poté procedere oltre, poiché il fiume era bloccato da rapide. Cartier era così sicuro che il fiume fosse il passaggio a nord-ovest e che le rapide fossero la barriera che impediva di navigare verso la Cina. Per questo motivo, il nome delle rapide e della città di Lachine che sorgono oggi in quella zona deriva dal francese La Chine (in italiano La Cina).

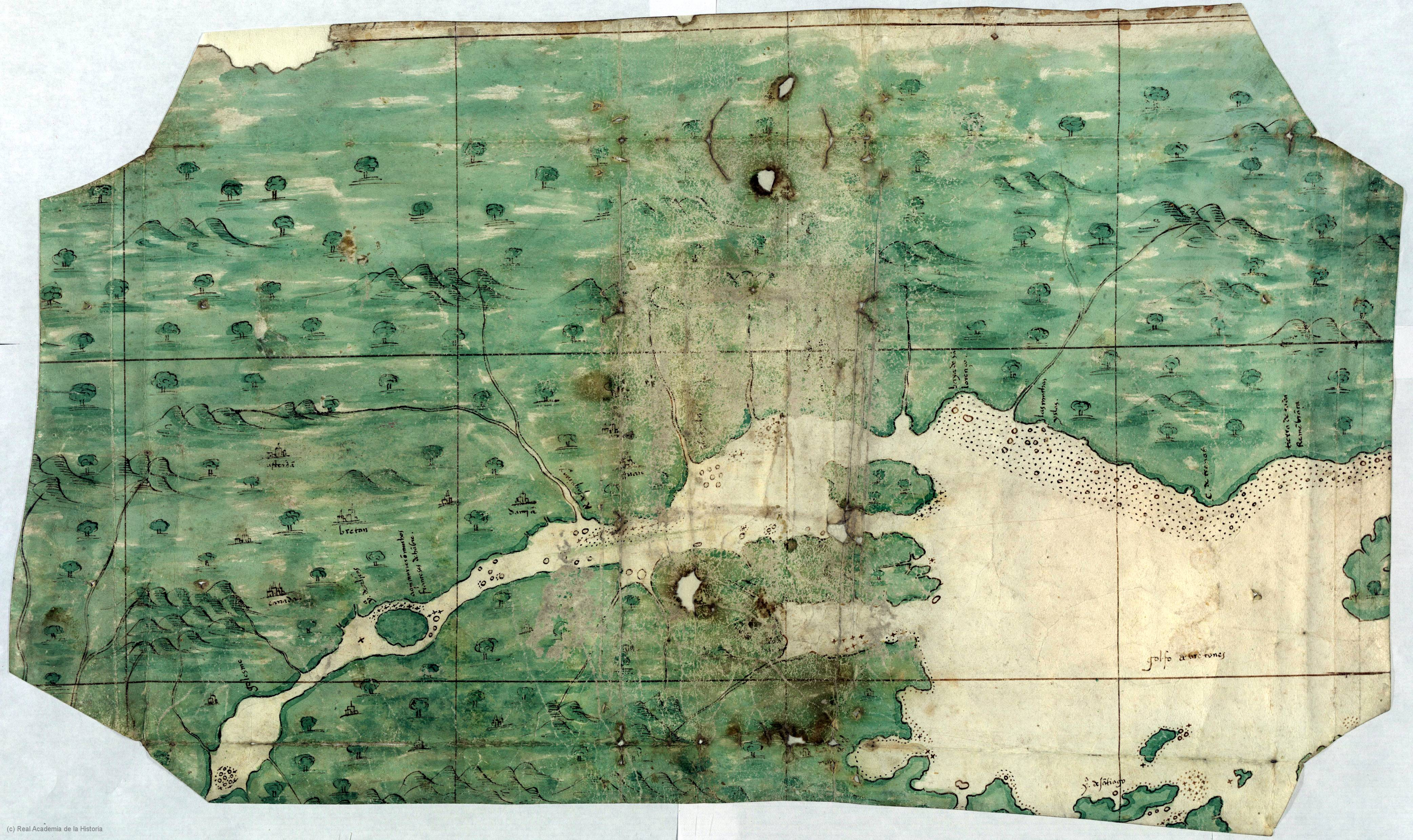
Questa carta spagnola del fiume San Lorenzo (circa 1541) contiene una legenda davanti all'"isla de Orliens" che dice qui molti francesi morirono di fame, forse alludendo al secondo insediamento di Cartier nel 1535–1536.

Dopo aver trascorso due giorni tra la gente di Hochelaga, Cartier tornò a Stadacona l'11 ottobre. Non si sa esattamente quando decise di trascorrere l'inverno 1535-1536 a Stadacona, ma in ogni caso era ormai troppo tardi per tornare in Francia prima della stagione fredda. Cartier e i suoi uomini si prepararono per l'inverno rafforzando il loro forte, accatastando legna da ardere e salando selvaggina e pesce per la conservazione.
Da metà novembre 1535 a metà aprile 1536, la flotta francese rimase congelata alla foce del fiume San Carlo, sotto la Rocher Percé. Il ghiaccio sul fiume era spesso poco meno di due metri, mentre a terra la neve raggiungeva 1,2 metri. Alle pessime condizioni di sopravvivenza si aggiunse lo scorbuto, prima tra gli Irochesi e poi tra i francesi. Cartier stimò il numero di Irochesi morti attorno a 50 persone. Durante una visita di Domagaya al forte francese, Cartier chiese e apprese da lui che un intruglio fatto da un albero noto come annedda, probabilmente birra di abete, o arbor vitae, avrebbe curato questa malattia. Questo rimedio probabilmente salvò la spedizione dalla distruzione, consentendo a 85 francesi di sopravvivere all'inverno. Nel suo diario, Cartier afferma che a metà febbraio "su 110 persone che eravamo, non più di dieci stavano abbastanza bene per poter aiutare gli altri, una cosa pietosa da vedere". I francesi consumarono la corteccia di un intero albero in una settimana per assicurarsi la cura necessaria e i risultati benefici spinsero Cartier a proclamarlo come una manna dal cielo e un miracolo.
Pronto a tornare in Francia all'inizio di maggio 1536, Cartier decise di rapire il capo Donnacona e portarlo in Francia, in modo che potesse raccontare personalmente la storia di un paese più a nord, chiamato il Regno di Saguenay, che si dice fosse pieno di oro, rubini e altri tesori. Dopo un faticoso viaggio lungo il San Lorenzo e una traversata atlantica di tre settimane, Cartier e i suoi uomini arrivarono a Saint-Malo il 15 luglio 1536, concludendo il secondo viaggio di 14 mesi, che sarebbe stato il più redditizio di Cartier.

## Fonti primarie
- Jacques Cartier, Bref récit et succincte narration de la navigation faite en MDXXXV et MDXXXVI, 1545.